# Vana-Mustamäe
Vana-Mustamäe is een subdistrict of wijk (Estisch: asum) binnen het stadsdistrict Nõmme in Tallinn, de hoofdstad van Estland. De wijk telde 2.010 inwoners op 1 januari 2020. De oppervlakte bedraagt 1,98 km²; de bevolkingsdichtheid is dus ongeveer 1.000/km².
De wijk grenst vanaf het noordwesten met de wijzers van de klok mee aan de wijken Mäeküla, Astangu, Kadaka, Mustamäe, Nõmme, Hiiu en Pääsküla en de gemeente Harku.
Net als het stadsdistrict Mustamäe en de gelijknamige wijk ontleent Vana-Mustamäe (‘Oud-Mustamäe’) zijn naam aan de Mustamägi (‘zwarte berg’), die op de grens van Vana-Mustamäe met de wijken Mustamäe en Nõmme ligt.

## Geschiedenis

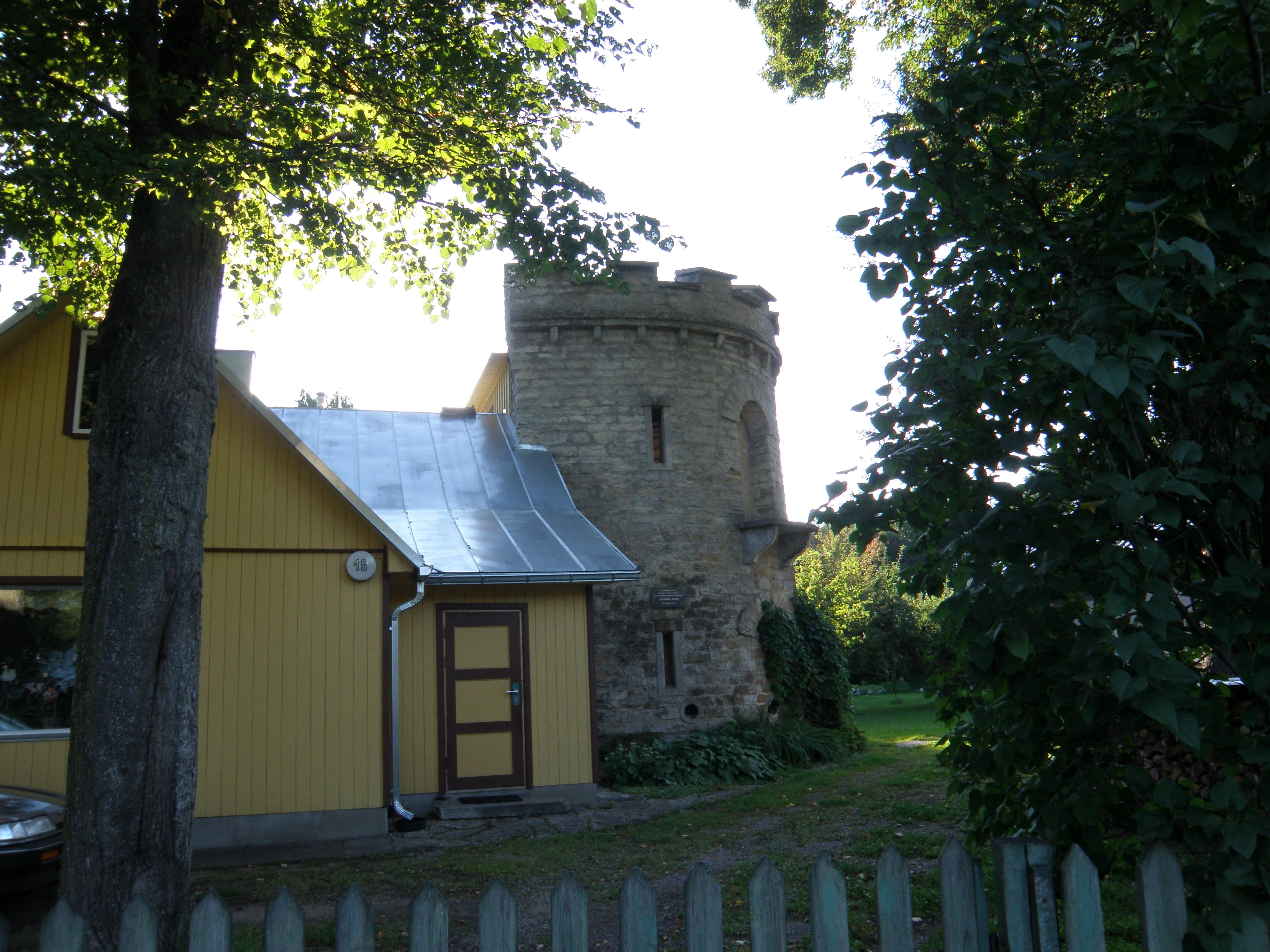
Woning van de tuinman met siertoren in het Glehni park

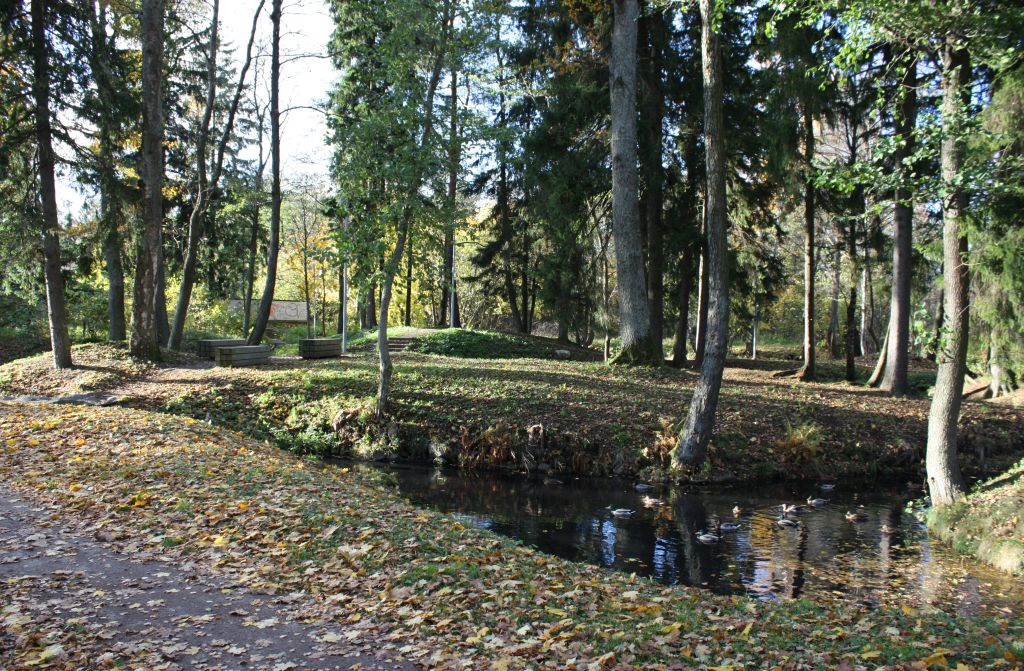
Het kerkhof van de familie von Glehn

Tot in de 20e eeuw heette het hele gebied bestaande uit Mustamäe, Vana-Mustamäe en delen van Hiiu en de wijk Nõmme Hohenhaupt (Duits) of Kõrgepea (Estisch). De naam werd voor het eerst vermeld in een oorkonde uit 1371. Met het ‘hoge hoofd’ werd de heuvel Mustamägi bedoeld.
Vana-Mustamäe kwam op het eind van de 19e eeuw in het bezit van de Duits-Baltische baron Nikolai von Glehn (1841-1923). Deze liet in de jaren tachtig van die eeuw naar eigen ontwerp een nieuw kasteel bouwen in wat nu het noorden van de wijk Hiiu is: Schloß Hohenhaupt. Het kasteel kwam gereed in 1886. De volgende jaren liet von Glehn in het park rond het kasteel (Estisch: Glehni park) onder andere een palmenhuis, een uitkijktoren, een miniatuurkasteel voor zijn kleinkinderen en twee monumentale beelden, van Kalevipoeg en van een krokodil, neerzetten, ook allemaal naar eigen ontwerp. Een deel van het park kwam later op het grondgebied van Vana-Mustamäe te liggen.
Toen in 1896 von Glehns echtgenote Caroline stierf, liet von Glehn een begraafplaats met vijvers en bruggen aanleggen, het Glehn'sche Friedhof (Duits) of Glehni rahula (Estisch). Later werden hier ook andere leden van de familie bijgezet. Het kerkhof ligt nu op het grondgebied van Vana-Mustamäe.
In 1918, tijdens de Duitse bezetting van Estland, vertrok von Glehn naar Duitsland. Hij stierf enkele jaren later in Brazilië.
In de tijd van de Republiek Estland hoorde Vana-Mustamäe bij de gemeente Nõmme, die in 1926 stadsrechten kreeg en in 1940 bij Tallinn werd gevoegd. In deze jaren werden in Vana-Mustamäe de eerste woonhuizen voor de beter gesitueerden gebouwd. De wijk kreeg ook een zwembad en een sportpark.

## Voorzieningen
Het oosten van de wijk is een beschermd natuurgebied, het Nõmme-Mustamäe maastikukaitseala.
In het sportpark Nõmme Spordikeskus kunnen de bezoekers sporten en recreëren. Mogelijkheden zijn onder andere fietsen, hardlopen, atletiek, voetbal, volleybal en basketbal. In de winter wordt het sportpark veranderd in een skipiste. Een onderdeel van het Nõmme Spordikeskus is het Nõmme Seikluspark (‘Avonturenpark Nõmme’). Daar kunnen de liefhebbers klauteren in touwen die tussen bomen gespannen zijn. Ook het zwembad behoort tot het complex.
In Vana-Mustamäe ligt ook een hotel annex restaurant, het Tähetorni Hotell. Het hotel ligt aan de Tähetorni tänav (‘Sterrenwachtstraat’); verderop langs deze straat, in de wijk Hiiu, ligt een sterrenwacht.
Het in Vana-Mustamäe gevestigde bedrijf Perimex verkoopt infraroodsystemen en is de vertegenwoordiger van FLIR in Estland.

## Vervoer
Door Vana-Mustamäe lopen twee grote doorgaande wegen, allebei noord-zuid: de Kadaka puiestee en de Ehitajate tee. Die laatste weg vormt de grens met de wijk Nõmme.
Vana-Mustamäe wordt bediend door een aantal buslijnen.